# شهرستان مزهر
ناحیهٔ مزهر (به عربی: مدیریة مزهر) یک ناحیه در یمن است که در استان ریمه واقع شده‌است.
ناحیهٔ مزهر ۶۴٬۶۶۱ نفر جمعیت دارد.